# Eigenschaft P
Eigenschaft P ist eine Eigenschaft von Knoten, die gemäß der 2004 von Peter Kronheimer und Tomasz Mrowka bewiesenen Property P conjecture allen nichttrivialen Knoten zukommt und die besagt, dass 1-Chirurgie am Knoten niemals eine Homotopiesphäre ergibt. Diese Vermutung war von Bedeutung in der Entwicklung der 3-dimensionalen Topologie, insbesondere im Zusammenhang mit der Poincaré-Vermutung.

## Eigenschaft P
Sei {\displaystyle K\subset S^{3}} ein Knoten und {\displaystyle M_{K}(1)} die durch Dehn-Chirurgie am Knoten {\displaystyle K} mit Koeffizienten 1 (kurz: 1-Chirurgie) erhaltene 3-Mannigfaltigkeit.
{\displaystyle K} hat Eigenschaft P, wenn {\displaystyle \pi _{1}(M_{K}(1))\not =0} gilt, die durch 1-Chirurgie entstandene 3-Mannigfaltigkeit also nichttriviale Fundamentalgruppe hat.
Der Satz von Kronheimer-Mrowka besagt: Wenn {\displaystyle K} nicht der Unknoten ist, dann hat er die Eigenschaft P.

## Geschichte
Eigenschaft P wurde im Zusammenhang mit Arbeiten zur Poincaré-Vermutung seit den 50er Jahren diskutiert, etwa 1958 in einer Arbeit von Bing.
Die "Property P Conjecture" in ihrer allgemeineren Fassung besagte, dass nichttriviale Dehn-Chirurgie an einem nichttrivialen Knoten niemals eine Homotopiesphäre liefern kann. (Eine nichttriviale Dehn-Chirurgie meint eine Chirurgie mit Koeffizient {\displaystyle {\tfrac {p}{q}}\not ={\tfrac {1}{0}}}.)
Diese Vermutung wurde in den 1970er Jahren von R. H. Bing und Martin und unabhängig von González-Acuña aufgestellt als ein Schritt in Richtung des Beweises der Poincaré-Vermutung.
Nach dem Ende der 80er Jahre bewiesenen Satz von Gordon-Luecke sind Knoten durch ihr Komplement eindeutig bestimmt, insbesondere kann eine nichttriviale Dehn-Chirurgie an einem nichttrivialen Knoten niemals die {\displaystyle S^{3}} geben. Aus der Poincaré-Vermutung würde also folgen, dass jeder nichttriviale Knoten Eigenschaft P hat.
Mit dem 1987 bewiesenen Satz über zyklische Chirurgie von Culler-Gordon-Luecke-Shalen lässt sich die allgemeine Fassung (über beliebige nichttriviale Dehn-Chirurgien) auf die oben gegebene speziellere Formulierung (über 1-Chirurgien) reduzieren, das Problem also auf den Beweis von {\displaystyle \pi _{1}(M_{K}(1))\not =0} reduzieren.
Zum Beweis von {\displaystyle \pi _{1}(M_{K}(1))\not =0} versuchte man nichttriviale Darstellungen von {\displaystyle \pi _{1}(M_{K}(1))} in geeignete Lie-Gruppen, zum Beispiel SU(2) zu konstruieren. In diesem Zusammenhang war die Entwicklung der Casson-Invariante und der Instanton-Floer-Homologie von Bedeutung.
Eigenschaft P für beliebige Knoten (genauer: die Existenz eines nicht-trivialen Homomorphismus {\displaystyle \pi _{1}(M_{K}(1))\to SO(3)}) wurde mit Hilfe von Seiberg-Witten-Invarianten sowie Existenzsätzen für Blätterungen und Kontaktstrukturen 2004 von Kronheimer-Mrowka bewiesen. Sie folgt auch aus Perelmans Beweis der Poincaré-Vermutung.